# ماروین گرومان
ماروین گرومان (انگلیسی: Marvin Grumann؛ زادهٔ ۲۳ ژوئن ۱۹۹۳) بازیکن فوتبال اهل آلمان است.